# 9L號紐約州州道
9L號紐約州州道（英語：New York State Route 9L, NY 9L）是位於美国纽约州沃倫縣的州级公路。公路全長18.58英里（29.90），是9号美国国道紐約州段的分支公路，途經沃倫縣内的格倫斯瀑布、昆斯伯里和喬治湖鎮三個市鎮。公路始於9號美國國道與32号纽约州州道在格倫斯瀑布的交匯處，終於9號美國國道與9N號紐約州州道在喬治湖鎮的交匯處。9L號紐約州州道是一條供人前往喬治湖遊覽的景區路線，而其沿途也充滿了喬治湖的景觀。公路本為美國革命時期興建的軍事道路，在1930年紐約州州道重新編號時獲編為紐約州州道。

## 簡介

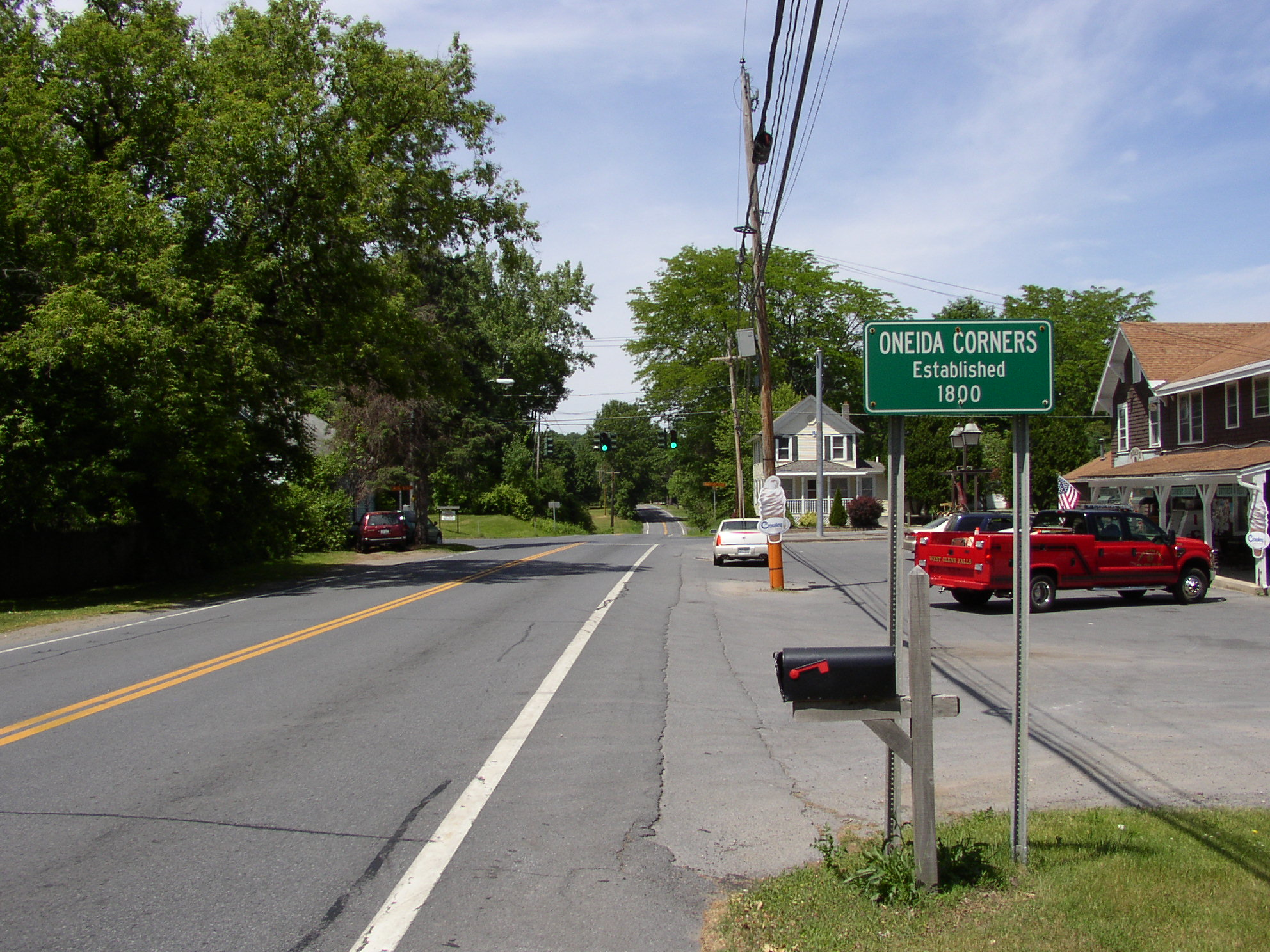
9L號紐約州州道在昆斯伯里鎮内的奧尼達角落村區的北行綫

公路始於9號美國國道與32號紐約州州道在格倫斯瀑布市中心的交匯處。公路隨即向北行，與格倫斯瀑布市内的道路交匯，並進入昆斯伯里。自市界起，公路路段的維護由格倫斯瀑布市政府負責轉為由紐約州運輸署負責。在市界以北，公路隨即與254號紐約州州道交匯。公路繼續在昆斯伯里往北走，經過弗洛伊德·貝內特紀念機場，並與華盛頓縣縣界平行，最後越過藍界並進入阿迪朗达克公园。在公園界綫以北，公路隨即與149號紐約州州道交匯；149號紐約州州道是一條連接87號州際公路至佛蒙特州的東西行幹綫道路。
公路隨後進入昆斯伯里東北部的布雷頓（Brayton）村區。在格倫斯瀑布以東北11.3英里（18.2）、布雷頓以北1英里（1.6）的路口，公路與屬於38號沃倫縣縣道（Warren County Route 38, CR 38）、服務喬治湖岸邊及派勒特山（Pilot Knob）山腳的多個社區的區内道路派勒特山道（Pilot Knob Road）交匯。公路隨後轉向西南，並於喬治湖的南岸大致平行。公路其後在布雷頓以西1英里（1.6）處與通往克萊弗代爾（Cleverdale）島上村區的克萊弗代爾道（Cleverdale Road）交匯。公路隨即經過約書亞岩（Joshua's Rock），該處擁有美国国家历史名胜之一、早期现实主义文学作家愛德華·埃格斯頓的住所“猫头鹰巢”。

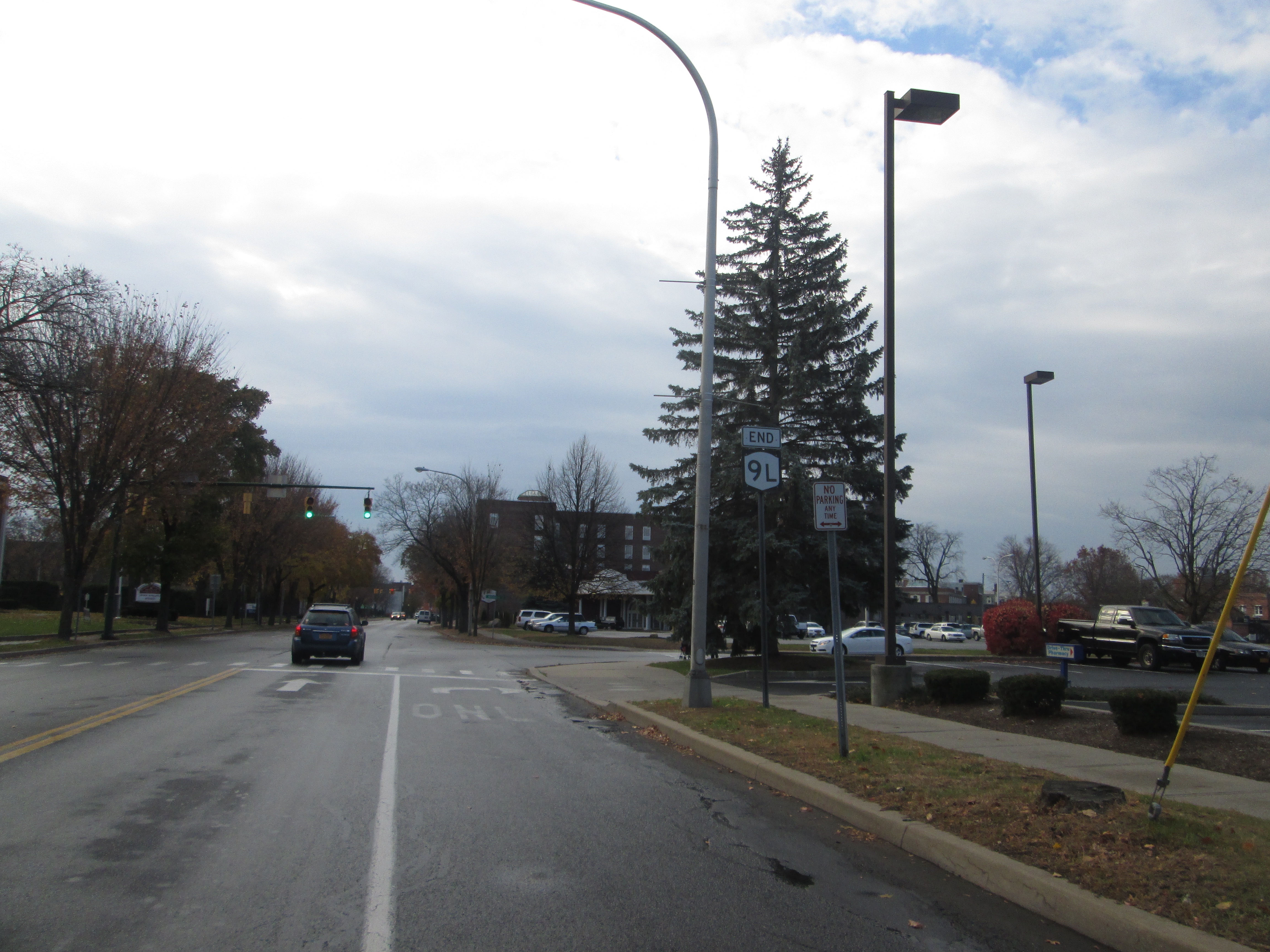
9L號紐約州州道格倫斯瀑布市内段，圖中的州道終點標記為錯誤標記，因為真正的州道終點在其前方

公路在經過岩林丘（Rockhurst）社區後與服務半島的區内道路集結點道（Assembly Point Road）交匯，而該半島的末端即為集結點（Assembly Point）。在該路口後，公路與喬治湖的南岸緊密平行，並以西南向進入喬治湖鎮。公路終於與9號美國國道與9N號紐約州州道在喬治湖村以南、喬治湖西南部的路口。

## 歷史
現在的9L號紐約州州道沿襲舊有的軍事道路，而該道路是連接現在的昆斯伯里的首條道路。該舊有的軍事道路始建於1755年殖民軍從奥尔巴尼向北行軍當時，而該舊有的軍事道路的興建促進了昆斯伯里的發展。1832年，格倫斯瀑布接駁運河開通，使昆斯伯里的交通得到進一步改善。1848年，舊有的軍事道路的上方蓋了木板路。
9L號紐約州州道在1930年紐約州州道重新編號時獲編為紐約州州道，並與現在的走綫一致。位於昆斯伯里、承載9L號紐約州州道跨越中途溪（Halfway Creek）的大橋始建於1923年。2007年8月27日，紐約州運輸署宣佈其將花費130萬美元重建該橋。重建工程原先預期在當年9月開始進行，惟重建工程開始的日期最終延後至2008年4月21日進行。新大橋在當年9月落成。

## 主要交匯處
全線均位於沃倫縣境內。
| 地點                                       | 英里  | 公里  | 接點                                                                               | 備註 |
| ------------------------------------------ | ----- | ----- | ---------------------------------------------------------------------------------- | ---- |
| 格倫斯瀑布                                 | 0.00  | 0.00  | Module:Jct第316行Lua错误：invalid value (boolean) at index 4 in table for 'concat' | 南端 |
| 昆斯伯里                                   | 1.58  | 2.54  | Module:Jct第316行Lua错误：invalid value (boolean) at index 2 in table for 'concat' |      |
| 昆斯伯里                                   | 6.73  | 10.83 | 149號紐約州州道—安堡鎮                                                             |      |
| 喬治湖村                                   | 18.58 | 29.90 | Module:Jct第316行Lua错误：invalid value (boolean) at index 4 in table for 'concat' | 北端 |
| 1.000英里＝1.609公里；1.000公里＝0.621英里 |       |       |                                                                                    |      |

## 外部連結
- 9L號紐約州州道在Alps' Roads ·  New York Routes的網頁